# Процесс Фишера — Тропша
Процесс Фишера — Тропша — химическая реакция, происходящая в присутствии катализатора, в которой монооксид углерода (CO) и водород {\displaystyle H_{2}} преобразуются в различные жидкие углеводороды. Обычно используются катализаторы, содержащие железо и кобальт. Принципиальное значение этого процесса — производство синтетических углеводородов для масел или топлива без нефти, например, из каменного угля.

## Процесс получения
Первая стадия процесса Фишера — Тропша состояла в получении синтез-газа из твёрдых углеводородов (обычно каменного угля):
{\displaystyle {\mathsf {C+H_{2}O\rightarrow CO+H_{2}}}}
Для этого сквозь слой раскалённого каменного угля продували перегретый водяной пар. Продуктом являлся так называемый водяной газ — смесь монооксида углерода (угарного газа) и водорода. Далее процесс Фишера — Тропша описывается следующим химическим уравнением:
{\displaystyle {\mathsf {CO+2H_{2}\rightarrow {\text{-}}CH_{2}{\text{-}}+H_{2}O}}}
{\displaystyle {\mathsf {2CO+H_{2}\rightarrow {\text{-}}CH_{2}{\text{-}}+CO_{2}}}}
Смесь монооксида углерода и водорода называется синтез-газ, или сингаз, а также применяется термин «водяной газ».
Смесь получаемых углеводородов очищают для получения целевого продукта — синтетического бензина. Получение более тяжёлых видов топлива методом Фишера — Тропша экономически невыгодно из-за быстрого отравления катализатора.
Углекислый газ и монооксид углерода образуются при частичном окислении угля и древесного топлива. Польза от этого процесса преимущественно в его роли в производстве жидких углеводородов или водорода из твёрдого сырья, такого как уголь или твёрдые углеродсодержащие отходы различных видов.
Неокислительный пиролиз твёрдого органического сырья производит сингаз, который может быть напрямую использован в качестве топлива, без преобразования по процессу Фишера — Тропша.
Если требуется жидкое вещество, похожее на нефтяное топливо, смазочные масла или парафин, может быть применён процесс Фишера — Тропша. Если требуется увеличить выход водорода, то водяной пар берут с избытком, что сдвигает равновесие реакции, в результате чего образуются только углекислый газ и водород.
Таким образом получают жидкое топливо из смеси газов.

## История
После изобретения процесса немецкими исследователями Францем Фишером и Хансом Тропшем, работавшими в Институте кайзера Вильгельма в 1920-е годы, было сделано множество усовершенствований и исправлений, и название «Фишер — Тропш» сейчас применяется к большому количеству сходных процессов (синтез Фишера — Тропша или химия Фишера — Тропша).
Процесс был изобретён в бедной нефтью, но богатой углём Германии в 1920-е годы для производства жидкого топлива. Он использовался Японией и Германией во время Второй мировой войны для производства альтернативного топлива. Годовое производство синтетического топлива в Германии достигло более 124 тыс. баррелей в день, что дало 6,5 млн т в 1944 году.
После войны взятые в плен германские учёные участвовали в операции «Скрепка», продолжая работать над синтетическими топливами в Бюро горной промышленности США.
Впервые синтез углеводородов из смеси СО и Н2 был осуществлён в начале XX века: Сабатье и Сандеренсом был синтезирован метан, Е. И. Орловым — этилен. В 1913 г компания BASF приобрела патент на получение смесей углеводородов и спиртов из синтез-газа над подщелочёнными Co-Os катализаторами (в дальнейшем это направление вылилось в создание процесса синтеза метанола). В 1923 году Ф. Фишер и Х. Тропш, сотрудники компании Ruhrchemie, сообщили о получении кислородсодержащих продуктов из синтез-газа над Fe катализаторами, а в 1926 году — углеводородов. Первый промышленный реактор был пущен в Германии в 1935 г., использовался Co-Th осаждённый катализатор. В 1930—1940-е годы на основе технологии Фишера — Тропша было налажено производство синтетического бензина (когазин-I, или синтин) с октановым числом 40—55, синтетической высококачественной дизельной фракции (когазин-II) с цетановым числом 75—100 и твёрдого парафина. Сырьём для процесса служил уголь, из которого газификацией получали синтез-газ, а из него углеводороды. К 1945 году в мире имелось 15 заводов синтеза Фишера — Тропша (в Германии, США, Китае и Японии) общей мощностью около 1 млн т углеводородов в год. Они выпускали в основном синтетические моторные топлива и смазочные масла.
В годы после Второй мировой войны синтезу Фишера — Тропша уделяли большое внимание во всём мире, поскольку считалось, что запасы нефти подходят к концу и надо искать ей замену. В 1950 году был пущен завод в Браунсвилле (Техас) мощностью 360 тыс. т в год. В 1955 году южноафриканская компания Sasol построила собственное производство. В Новочеркасске с 1952 году работала установка мощностью около 50 тыс. т в год, использующая вывезенное из Германии оборудование. Сырьём служил сначала уголь Донецкого бассейна, а затем природный газ. Немецкий Co-Th-катализатор был со временем заменён на оригинальный, Co-Zr. На заводе была установлена колонна точной ректификации, так что в ассортимент продукции завода входили индивидуальные углеводороды высокой чистоты, в том числе α-олефины с нечётным углеродным номером. Установка работала на Новочеркасском заводе синтетических продуктов вплоть до 1990-х годов и была остановлена по экономическим причинам.
Все эти предприятия в значительной степени заимствовали опыт немецких химиков и инженеров, накопленный в 1930—1940-е годы.
Открытие обширных месторождений нефти в Аравии, Северном море, Нигерии, Аляске резко снизило интерес к синтезу Фишера—Тропша. Почти все существующие заводы были закрыты, единственное крупное производство сохранилось в ЮАР. Активность в этой области возобновилась к 1990-м годам.
В 1990 году компания Exxon запустила опытную установку на 8 тыс. т в год с Co-катализатором. В 1992 году южноафриканская компания Mossgas построила завод мощностью 900 тыс. т. В отличие от технологии Sasol, в качестве сырья здесь использовался природный газ с шельфового месторождения. В 1993 году компания Shell запустила завод в Бинтулу (Малайзия) мощностью 500 тыс. т, используя Co-Zr-катализатор и оригинальную технологию «средних дистиллятов». Сырьём служил синтез-газ, получаемый парциальным окислением местного природного газа. В настоящее время[когда?] Shell строит завод по той же технологии, но на порядок большей мощности в Катаре. В Узбекистане в 2020 году планировали запустить проект Uzbekistan GTL, который будет работать на природном газе с Шуртанского ГХК и опираться на технологии Sasol. Свои проекты в области синтеза Фишера — Тропша разной степени проработки имеют также компании Chevron, Conoco, BP, ENI, Statoil, Rentech, Syntroleum и др.

## Научные основы процесса
Синтез Фишера — Тропша можно рассматривать как восстановительную олигомеризацию оксида углерода:
{\displaystyle {\mathsf {nCO+(2n+1)H_{2}\rightarrow C_{n}H_{2n+2}+nH_{2}O}}}
{\displaystyle {\mathsf {nCO+2nH_{2}\rightarrow C_{n}H_{2n}+nH_{2}O}}}
Обе реакции экзотермичны со значительным выделением тепла, около 165 кДж/моль по монооксиду углерода (СО).
Катализаторами служат переходные металлы VIII группы: наиболее активен рутений (Ru), затем кобальт (Co), железо (Fe), никель (Ni). Для увеличения реакционной каталитической поверхности их часто наносят на пористые инертные носители, такие, например, как силикагель и глинозём. В промышленности нашли применение только Fe и Co. Рутений слишком дорог, кроме того, его запасы на Земле слишком малы для использования в качестве катализатора в многотоннажных процессах. На никелевых катализаторах при атмосферном давлении образуется в основном метан (n=1), при повышении же давления в реакторе образуется летучий карбонил никеля, который уносится из реактора с продуктами реакции.
Побочными реакциями синтеза углеводородов из СО и Н2 являются:
- гидрирование оксида углерода до метана:

{\displaystyle {\mathsf {CO+3H_{2}\rightarrow CH_{4}+H_{2}O}}} + 214 кДж/моль
- реакция Белла—Будуара (диспропорционирование СО):

{\displaystyle {\mathsf {2CO\rightarrow CO_{2}+C}}}
- химическое равновесие в водяном газе:

{\displaystyle {\mathsf {CO+H_{2}O\rightleftarrows CO_{2}+H_{2}}}}
Последняя реакция имеет особое значение для катализаторов на основе железа, на кобальтовом катализаторе она почти не протекает. На железных катализаторах, кроме того, в значительных количествах образуются кислородсодержащие органические соединения — спирты и карбоновые кислоты.
Типичными условиями проведения процесса являются: давление от 1 атм (для Co катализаторов) до 30 атм, температура 190—240 °C (низкотемпературный вариант синтеза, для Co и Fe катализаторов) или 320—350 °C (высокотемпературный вариант, для Fe).
Механизм реакции, несмотря на десятилетия его изучения, в деталях до сих пор остаётся неясен. Впрочем, эта слабая изученность реакций типична для гетерогенного катализа.
Термодинамические закономерности для продуктов синтеза Фишера—Тропша следующие:
- возможно образование из СО и H2 углеводородов любой молекулярной массы, вида и строения кроме ацетилена, образование которого энергетически невыгодно;
- вероятность образования углеводородов уменьшается в ряду: метан > другие алканы > алкены. Вероятность образования нормальных алканов снижается, а нормальных алкенов — повышается с увеличением длины цепи;
- повышение общего давления в системе способствует образованию более тяжёлых продуктов, а увеличение парциального давления водорода в синтез-газе благоприятствует образованию алканов.

Реальный состав продуктов синтеза углеводородов из СО и Н2 существенно отличается от равновесного. В большинстве случаев распределение продуктов по молекулярной массе в стационарных условиях описывается формулой p(n) = n(1-α)²αn-1, где p(n) — массовая доля углеводорода с углеродным номером n, α = k1/(k1+k2), k1, k2 — константы скорости роста и обрыва цепи соответственно. Это так называемое распределение Андерсона—Шульца—Флори (ASF distribution). Метан (n=1) всегда присутствует в большем количестве, чем предписывается распределением ASF, поскольку образуется независимо по реакции прямого гидрирования. Величина α снижается с ростом температуры и, как правило, возрастает с ростом давления. Если в реакции образуются продукты разных гомологических рядов (парафины, олефины, спирты), то распределение для каждого из них может иметь свою величину α. Распределение ASF накладывает ограничения на максимальную селективность по любому углеводороду или узкой фракции. Это вторая проблема после проблемы отведения тепла реакции в синтезе Фишера—Тропша.
Синтезы на основе оксида углерода и водорода:
| Процесс                                                     | Катализатор       | Носитель катализатора       | Температура, °С  | Давление, МПа | Продукт                                                                       |
| ----------------------------------------------------------- | ----------------- | --------------------------- | ---------------- | ------------- | ----------------------------------------------------------------------------- |
| Синтез метана                                               | Ni                | ThO2 или MgO                | 250–500          | 0,1           | Метан                                                                         |
| Синтез высших углеводородов                                 | Co, Ni            | ThO2, MgO, ZrO2             | 150–200          | 0,1–1         | Смесь парафинов и олефинов с длиной углеродной цепи С1–С100                   |
| Синтез высших углеводородов и кислородсодержащих соединений | Fe                | Cu, NaOH (KOH), Al2O3, SiO2 | 200–230          | 0,1–3         | Преимущественно парафины и олефины в смеси с кислородсодержащими соединениями |
| Синтез парафинов                                            | Со                | TiO2, ZrO2, ThO2, MgO       | 190–200          | 1             | Преимущественно твёрдые парафины с температурой плавления 70–98°С             |
| Синтез парафинов                                            | Ru                | MgO                         | 180–200          | 10–100        | Высокомолекулярные парафины                                                   |
| Изосинтез                                                   | ZrO2, ThO2, Al2O3 | K2CO3                       | 400–450          | 10            | Парафины и олефины преимущественно изостроения                                |
| Изосинтез                                                   | ThO2              | ThO4, ThCl4                 | 350–500          | 10–100        | Изопарафины и ароматические углеводороды                                      |
| Синтез метанола                                             | ZnO, Cr2O3, CuO   | –                           | 200–400          | 5–30          | Метанол                                                                       |
| Синтез высших спиртов                                       | Fe, Fe-Cr, Zn-Cr  | Al2O3, NaOH                 | 180–220, 380—490 | 1–3, 15–25    | Метанол и высшие спирты                                                       |

## Использование
Во времена Третьего рейха в Германии был построен ряд предприятий по производству энергоносителей из угля, залежи которого в больших количествах находятся на территории страны. В основном производство базировалось на разработанном в 1913 году процессе Бергиуса — Пира, для процесса Фишера — Тропша были выделены менее значительные мощности. До конца Второй мировой войны было реализовано в общем мощностей для производства до 4,275 млн т в год с помощью первого и до 1,55 млн т в год с помощью последнего процесса. Обе отрасли оказались неконкурентоспособными по сравнению с нефтедобывающей и были остановлены по окончании войны. Исследования возобновились во время нефтяного кризиса в 1973 году. Возникло предприятие в городе Боттроп, однако в конце 1980-х годов цена за нефть упала до 20 $ за баррель, и из-за нерентабельности пришлось вновь прервать разработки.
В настоящее время две компании коммерчески используют свои технологии, основанные на процессе Фишера — Тропша. Shell в Бинтулу использует природный газ в качестве сырья и производит преимущественно малосернистое дизельное топливо. В 1955 году в Сасолбурге (ЮАР) Sasol ввела в строй первый завод по выпуску жидкого топлива из угля методом Фишера—Тропша. Уголь поступает непосредственно из угольных копей по транспортёру для получения синтез-газа. Затем были построены заводы Sasol-2 и Sasol-3. Процесс использовался для удовлетворения потребностей в энергии во время изоляции при режиме апартеида. Внимание к этому процессу возобновилось в процессе поиска путей получения малосернистых дизельных топлив для уменьшения наносимого дизельными двигателями вреда окружающей среде. В настоящее время в ЮАР производят этим методом 5—6 млн т/год углеводородов. Однако процесс является убыточным и дотируется государством как национальное достояние. Производство в ЮАР ориентируется не столько на производство моторного топлива, сколько на получение отдельных более ценных фракций, например низших олефинов.
Американская компания Rentech в настоящее время сосредоточилась на преобразовании заводов по производству азотистых удобрений от использования в качестве сырья природного газа к использованию угля или кокса и жидких углеводородов в качестве побочного продукта.
Choren в Германии и Changing World Technologies (CWT) построили заводы, использующие процесс Фишера — Тропша или им подобные.
Процесс Фишера — Тропша — это хорошо проработанная технология, уже применяемая в больших масштабах, хотя её распространению мешают высокие капитальные затраты, высокие затраты на эксплуатацию и ремонт и относительно низкие цены на сырую нефть. В частности, использование природного газа как исходного сырья становится целесообразным, когда используется «stranded gas», то есть находящиеся далеко от основных городов источники природного газа, которые нецелесообразно эксплуатировать с обычными газопроводами и технологией LNG.
Существуют большие запасы каменного угля, которые могут быть использованы в качестве источника топлива по мере истощения запасов нефти. Так как в мире каменный уголь имеется в огромном количестве, эта технология может быть временно использована, если обычная нефть подорожает. Сочетание газификации биомассы и синтеза Фишера — Тропша — это многообещающий способ производства возобновляемого или «зелёного» автомобильного топлива. Синтетическое топливо, произведённое из угля, конкурентоспособно при цене на нефть выше 40 $ за баррель. Капитальные вложения, которые при этом надо произвести, составляют от 7 до 9 млрд $ за 80 тыс. баррель. мощностей по производству синтетического топлива из угля. Для сравнения, аналогичные мощности по переработке нефти стоят около 2 млрд $.
В сентябре 2005 года губернатор Эдвард Ренделл заявил о создании предприятия Waste Management and Processors, использующее технологии, лицензированные у Shell и Sasol. Будет построена фабрика, использующая синтез Фишера — Тропша для переработки так называемого бросового углерода (остатков от угледобычи) в малосернистое дизельное топливо на участке около города Маханой Сити на северо-западе Филадельфии. Штат Пенсильвания взял на себя обязательство покупать значительный процент продукции завода и вместе с Департаментом энергетики США (DoE) предложил более 140 млн $ налоговых льгот. Прочие добывающие уголь штаты также разрабатывают подобные планы. Губернатор штата Монтана Брайан Швейцер предложил построить завод, который будет использовать процесс Фишера — Тропша для превращения угольных запасов штата в топливо, чтобы уменьшить зависимость США от импорта нефти.
В начале 2006 года в США рассматривались проекты строительства 9 заводов по непрямому сжижению угля суммарной мощностью 90—250 тыс. барр. в день.
Китай планировал инвестировать 15 млрд $ до 2015 года в строительство заводов по производству синтетического топлива из угля. Национальная комиссия развития и реформ (NDRC) заявила, что суммарная мощность заводов по сжижению угля достигнет 16 млн т синтетического топлива в год, что составляет 5 % от потребления нефти в 2005 году и 10 % импорта нефти.
В 2015 году группа «Инфра», разработавшая и запатентовавшая новое поколение технологии производства жидкого синтетического топлива на базе процесса Фишера — Тропша из природного или попутного газа (GTL), биомассы и угля (XTL), ввела в эксплуатацию катализаторную фабрику. Производство мощностью 15 т в год производит запатентованный катализатор реакции синтеза Фишера — Тропша. Задачей фабрики является производство катализатора для заводов GTL Инфра, а также разработка процессов производства новых модификаций катализатора в промышленных масштабах. В 2016 году Инфра спроектировала и построила модульный транспортабельный завод GTL (газ — в жидкость) по переработке природного и попутного газа в синтетическую нефть М100 в Уортоне (Техас, США)..
Технологии переработки угля в жидкое топливо порождают множество вопросов со стороны экологов. Наиболее серьёзной является проблема выбросов углекислого газа. Работы Национальной лаборатории по возобновляемым источникам энергии США (National Renewable Energy Laboratory) показали, что в полном цикле выбросы парниковых газов для произведённых из каменного угля синтетических топлив примерно вдвое выше своего основанного на бензине эквивалента. Выбросы прочих загрязнителей также сильно увеличились, тем не менее многие из них могут быть собраны в процессе производства. Захоронение углерода было предложено в качестве способа уменьшения выбросов оксида углерода. Закачка {\displaystyle CO_{2}} в нефтяные пласты позволит увеличить добычу нефти и увеличить срок службы месторождений на 20—25 лет, однако использование данной технологии возможно лишь при устойчивых нефтяных ценах выше 50—55 $ за баррель. Важной проблемой при производстве синтетического топлива является и высокое потребление воды, уровень которого составляет от 5 до 7 галлонов на каждый галлон полученного топлива.